# Свобода (Арзамаський район)
Свобода (рос. Свобода) — селище в Арзамаському районі Нижньогородської області Російської Федерації.
Населення становить 3 особи. Входить до складу муніципального утворення Кириловська сільрада.

## Історія
Від 2009 року входить до складу муніципального утворення Кириловська сільрада.

## Населення
| 2002 | 2010 |
| ---- | ---- |
| 15   | ↘3   |